# Моиз, Луи
Луи́ Мои́з (фр. Louis Moyse [lwi mɔ.iz], 14 августа 1912, Схевенинген — 30 июля 2007, Монтпилиер) — французский флейтист, композитор, пианист и музыкальный педагог. Сын Марселя Моиза.

## Биография
Первые уроки игры на флейте Луи Моиз получил в детстве у своего отца Марселя Моиза. Дальнейшее музыкальное образование он получил в Парижской консерватории, которую окончил как флейтист по классу Гастона Бланкара и Филиппа Гобера и как пианист. В молодости успешно выступал как пианист в ансамбле со своим отцом-флейтистом.
Большую часть жизни Луи Моиз жил в Канаде и США, где преподавал в университетах Торонто и Бостона, а также давал частные уроки, заслужив репутацию одного из наиболее авторитетных и влиятельных преподавателей флейты в мире. Среди учеников Моиза солисты-флейтисты крупнейших оркестров США и Канады. Последние девять лет своей жизни он прожил в Монтпилиере в штате Вермонт, где и скончался в 2007 году в возрасте 95 лет от сердечной недостаточности.